# Goliš
Goliš (lat. Anogramma), rod papratnjača iz porodice bujadovki (Pteridaceae). Pripadju mu  tri vrste koje su prisutne po svim kontinentima,. U Hrvatskoj raste jedna vrsta, to je tankolisni goliš ili  Anogramma leptophylla.
Dio je potporodice Pteridoideae

## Vrste
1. Anogramma leptophylla (L.) Link
2. Anogramma lorentzii (Hieron.) Diels
3. Anogramma reichsteinii Fraser-Jenk.

Sinonimi:
- Dicranodium Newman

## Vanjske poveznice
|  | Zajednički poslužitelj ima još gradiva o temi Anogramma |
|  | Wikivrste imaju podatke o taksonu Anogramma             |